# Regió de Frígia

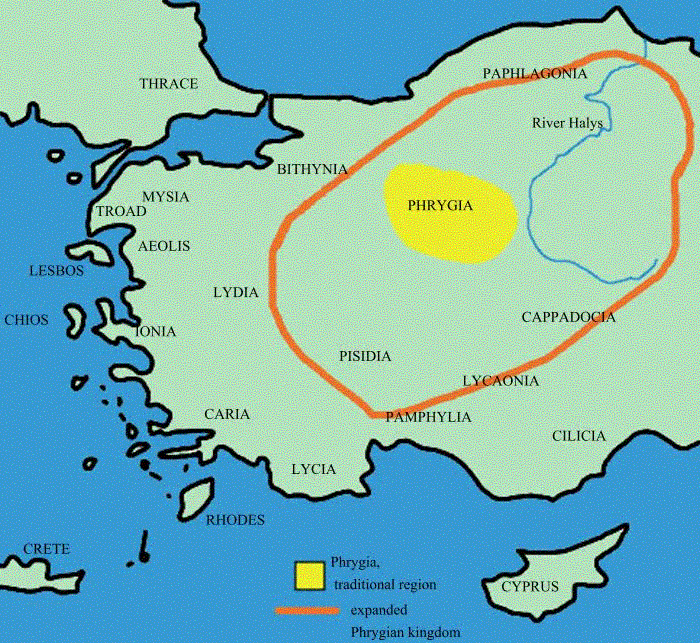
El nucli de Frígia (groc) i la major extensió aproximada del Regne frigi

Frígia (en llatí: Phrygia, en grec antic: Φρυγία) (també mencionat com a Regne de Muska) va ser una regió del centre de l'Àsia Menor habitada pels frigis (phryges Φρύξ) dels quals se'n sap poc dels seus orígens. Podrien haver entrat a Anatòlia des de Tràcia a inicis del segle xii aC. Segons Homer, els frigis estaven instal·lats a aquell país als inicis de la guerra de Troia, i Hècuba, la segona esposa de Príam, era una princesa frígia. Però Estrabó els fa d'origen traci, i diu que van arribar a aquell país després de la guerra entre grecs i troians.
El territori comprenia el que havia estat el centre dels dominis hitites, el Regne d'Hatti. Els frigis, cap al final del segon mil·lenni, es van barrejar amb els muskhi, un dels pobles de procedència desconeguda que van provocar la desaparició de l'Imperi Hitita. La unificació dels frigis i els muskhi es va produir probablement a mans del rei muskhi Mita, que es pot identificar amb Mides I, ben conegut per la tradició grega.
Els frigis i els muskhi van fer caure el govern hitita cap al segle xi aC. La població que va sobreviure es va situar a la part de Capadòcia i les muntanyes del Taure, mentre pobles procedents de l'oest assolaven la resta de l'Àsia Menor. Aquests frigis podrien ser els ancestres dels georgians. De moment, els frigis van establir un regne a l'Àsia Menor central, que va subsistir fins que els escites el van destruir i les seves restes van acabar a mans dels perses, l'any 546 aC.
Les seves ciutats principals eren Cízic, Gòrdion i Iconi.

## Descripció

Regions històriques d'Anatòlia en els períodes prehel·lènic i hel·lènic

Els grecs distingien dues Frígies: la Frígia Menor o Hel·lespòntica (Mísia i altres territoris), i la Frígia Major.
La Frígia Major, al centre de la península d'Anatòlia, tenia al nord Bitínia i Paflagònia, a l'est Capadòcia i Licaònia (amb frontera a l'Halis), al sud Psídia i Cilícia (frontera amb les muntanyes del Taure) i a l'oest les muntanyes Tmolos i Mesogis, però sense un límit gaire precís que la separés de Mísia, de la Lídia i de Cària. La part principal n'era la fèrtil vall del Sangari. Iconi n'era la ciutat més oriental, i incloïa la regió al nord-oest d'aquesta ciutat amb el llac Tatta o de la Sal. El territori produïa or, marbre (el principal marbre era el de Sínnada), i vi.

## Història
El país va passar als perses cap a l'any 546 aC i la Frígia Major va formar la satrapia III de l'Imperi Persa. La Frígia Menor va formar una satrapia coneguda pels grecs com a Frígia Hel·lespòntica, i també satrapia de Mísia, o Satrapia de Dascilios, del nom de la seva capital.
L'any 333 aC, Alexandre el Gran va sotmetre les dues Frígies, i en va donar el govern a Antígon el borni. En la primera divisió de l'imperi, el 323 aC, Antígon va conservar Frígia, i al seu territori es va afegir Lícia i Pamfília. Lleonat va rebre la Frígia Menor. El 321 aC, Perdicas d'Orèstia va donar Frígia Major i, probablement, també la Menor a Èumenes de Càrdia, però al Pacte de Triparadisos Antígon va ser ratificat en la possessió de Frígia Lícia i Pamfília, i Arrideu va rebre la Frígia Menor, però Antígon se'n va apoderar el 319 aC.
Antígon la va conservar fins al 301 aC. Llavors, la Frígia Menor va passar a Lisímac i la Frígia Major a Seleuc I Nicàtor, però l'any 282 aC Seleuc es va apoderar de la Frígia Menor. El governador selèucida aviat es va independitzar i va formar el Regne de Pèrgam, mentre Bitínia afermava la seva independència. Llavors, van arribar a la zona els gàlates procedents de Tràcia i es van apoderar de la vall del Sangari, on van acabar per formar la Galàcia, separant així Frígia de Bitínia i Paflagònia. Les antigues ciutats de Frígia de Gordium, Ancira i Pessinus van quedar dins dels dominis dels gàlates. A la frontera est, Licaònia també es va estendre a l'oest de la costa de Frígia.
Cap a l'any 240 aC, el dinasta de Pèrgam va derrotar els gàlates, als quals va arrabassar territoris de Frígia Menor i va prendre el títol reial. Antíoc III el Gran va reduir el domini de Pèrgam a la zona entre el Sinus Elaeus i la badia d'Adramitium, però després de la derrota del selèucida davant dels romans a Magnèsia del Sipilos l'any 191 aC, el rei de Pèrgam, aliat de Roma, va obtenir tota la Frígia Menor, Lídia, Frígia Major i potser altres territoris. Un d'aquests va ser el districte que separava els seus dominis de Frígia menor de Bitínia, i que eren anomenats Mísia i que Estrabó anomena com a Frígia Epicteta; la possessió d'aquesta zona va comportar una guerra entre Èumenes II de Pèrgam i Prúsies I i, finalment, per decisió de Roma va ser donat a Pèrgam, amb el nom de Frígia Epicteta. Frígia (Major, Menor i Epicteta o Mísia) va passar a Roma a la mort del darrer rei, Àtal II de Pèrgam, l'any 133 aC, en virtut del seu testament.
Justí i Apià diuen que, cap a l'any 127 aC, Mitridates V del Pont va rebre Frígia, encara que no queda clar quina part de Frígia li van donar, però a la seva mort, el 120 aC, els romans la van confiscar al seu fill Mitridates VI Eupator i la van declarar «lliure», que segurament vol dir que les ciutats van ser reconegudes com a lliures dins de l'aliança romana. Els romans la van dividir en districtes inclosa la província d'Àsia. Tres d'aquests districtes (Laodicea, Apamea, i Sínnada) van ser incorporats l'any 88 aC a la província de Cilícia per poc de temps, per retornar a la província d'Àsia al cap d'uns anys fins que van tornar a Cilícia, que la va mantenir fins al 49 aC, quan definitivament van ser incloses a Àsia. La part sud del país, coneguda com a Frígia Parorios i, en especial, les ciutats d'Apol·lònia, Antioquia i Filomelion, sembla que no van pertànyer pas mai a la província d'Àsia.
Cap a l'any 294, es van crear les províncies de Frígia Primera i Frígia Segona. Al segle iv, la part sud de la Frígia Primera (l'antiga Frígia Parorios) es va unir a Psídia i la comarca del Meandre a Cària, i la Frígia Primera va ser reanomenada Frígia Pacatiana (apareix també com a Frígia Capatiana) i la Segona com a Frígia Salutaris (amb Sínnada com a capital).